# Otto, Olivier en Oscar
Otto, Olivier en Oscar is een Nederlandse stripreeks van striptekenaar Peter De Smet en scenarist Yvan Delporte.
Het betreft een dierenstrip, waarin twee dinosaurusachtigen en een kat de oceanen over zeilen, op zoek naar het utopische eiland Quiqueboe. Peter de Smet en Yvan Delporte maakten twee verhalen:
- Het verdwenen water (1981)
- Geen garantie voor Otto, Olivier en Oscar (1983)

## Publicatie
De strip verscheen in 1981 en 1983 in het striptijdschrift Donald Duck. In 1984 werden beide verhalen door uitgeverij Oberon uitgegeven in één album. In 1996 werd dit album herdrukt als nummer 23 in de reeks Sjosji Extra van uitgeverij Big Balloon.